# Адольфіна Тачова
Адольфіна Тачова́ (чеськ. Adolfína Tačová), після одруження деякий час до розлучення Адольфіна Ткачикова́ (чеськ. Adolfína Tkačíková, 19 квітня 1939, Острава) — чехословацька гімнастка, призерка Олімпійських ігор і чемпіонатів світу.

## Біографічні дані
На чемпіонаті світу 1958 Адольфіна Тачова завоювала срібну медаль в командному заліку.
На Олімпіаді 1960 Адольфіна Тачова зайняла 2-е місце в командному заліку. В індивідуальному заліку вона зайняла 14-е місце. Також зайняла 37-е місце — у вправах на брусах, 15-е — у вправах на колоді, 4-е — в опорному стрибку та 17-е — у вільних вправах.
На чемпіонаті світу 1962 Адольфіна Ткачикова завоювала срібну медаль в командному заліку.
На Олімпіаді 1964 Адольфіна Ткачикова зайняла 2-е місце в командному заліку. В індивідуальному заліку вона зайняла 16-е місце. Також зайняла 18-е місце — у вправах на брусах, 11-е — у вправах на колоді, 10-е — в опорному стрибку та 21-е — у вільних вправах.
Після завершення виступів займалася тренерською роботою.